# Структура общественного производства
Структура общественного производства — соотношение между отраслями производства, пропорции и состояние общественного разделения труда в условиях данной системы производственных отношений.

## Определение
Согласно БСЭ структура общественного производства — это соотношение между отраслями производства, пропорции и состояние общественного разделения труда в условиях данной системы производственных отношений.
Общественное производство — процесс создания материальных и нематериальных благ и услуг для удовлетворения потребностей человека.

## Общественное производство

### Материальное производство
Материальное производство имеет свой объект — природные ресурсы и частично переработанные природные составляющие.
В качестве фактора производства выступают:
- Труд
- Земля
- Капитал

Цель материального производства —  создание материальных благ и услуг.
Материальные блага включают:
- Естественные дары природы (земля, воздух, климат и т.д.)
- Продукты производства (продукты питания, здания, инструменты и т.д.)

### Нематериальное производство
Объект — человек.
Факторы производства:
- Информация

Цель нематериального производства — создание нематериальных благ и услуг.
В нематериальной сфере выделяют интеллектуальное производство, которое имеет свой особый продукт:
- Продукт научного творчества, ноу-хау, открытия, разработки
- Продукт культуры — СМИ, издательские учреждения, кинотеатры, библиотеки

## Стадии общественного производства
В своем движении общественное производство проходит ряд взаимосвязанных стадий:
- Производство
- Распределение
- Обмен
- Потребление

### Производство
Производство  — исходный пункт создания материальных и нематериальных благ. Будучи созданными в процессе производства, блага завершают свое движение в потреблении. Но важно подчеркнуть, что потребление является непосредственной целью производства лишь во внерыночных системах хозяйства. В системе рыночного хозяйства непосредственной целью производства является получение прибыли. Это —  не изъян системы рыночной экономики, а её важнейшее преимущество. 
"Стремление к прибыли, —  подчеркивает выдающийся австрийский экономист Ф. Хайек, — это как раз то, что позволяет использовать ресурсы более эффективно". 

### Обмен
Обмен так же производителен, как и производство, потому что способствует перемещению в пространстве благ таким образом, что полнее удовлетворяются человеческие потребности и, следовательно, увеличивает богатство общества.

### Распределение
Распределение как категория экономической науки — это не только распределения производственных товаров услуг. Это и распределение, или размещение ресурсов, или факторов производства. В этом смысле распределение в обществе зависит от института собственности, так как факторы производства принадлежат их собственникам. В рыночной системе хозяйства распределение ресурсов происходит под воздействием ценового механизма, а не по чьему-либо личному указанию.

### Потребление
Потребление можно рассматривать как своеобразное отрицательное производство, по выражению А. Маршалла. Поскольку в процессе потребления происходит уменьшение или разрушение полезности.
Типы потребления:
- Личное потребление: еда, питье, чтение
- Коллективное потребление: театральные постановки, кинофильмы, футбольные матчи
- Производственное потребление предполагает использование косвенных благ, или средств производства, для создания новых потребительских благ

## Уровни и тенденции общественного производства

### Уровни производства
Различают 2 уровня производства:
- Индивидуальное производство — производство в рамках отдельного предприятия или фирмы
- Общественное производство — вся система связей между предприятиями, включая инфраструктуру

Для современного производства характерно 3 базовых уровня разделения труда:
- Единоличное (внутри предприятия)
- Частное (между предприятиями)
- Общее (выделение крупных сфер деятельности)

Разделение труда порождает специализацию и кооперацию.
Специализация труда — разделение работников согласно их квалификации и профессии.
Бывает:
- Попредметная
- Подетальная
- Технологическая

Кооперация труда — форма организации труда, при которой большое количество людей участвуют в одном или разных по связи между собой процессах труда.
Бывает:
- Простая — кооперация одинакового труда
- Сложная — Кооперация раздельного труда

### Тенденции производства
Современное производство развивается на стыке двух тенденций:
- Укрупнение
- Разукрупнение

Тенденция укрупнения, концентрации производства означает сосредоточение экономических ресурсов на крупных и крупнейших предприятиях, что позволяет удешевить производство за счет экономии на масштабах производства и операций.
Тенденция разукрупнения означает разделение монополий на мелкие предприятия.
Существуют еще 2 тенденции:
- Диверсификация
- Тенденция ключевой компетентности (монопрофильности)

Диверсификация — расширение ассортиментного ряда.
Ключевая компетентность (монопрофильность)  — сосредоточение большей части ресурсов на главном направлении.

## Результат общественного производства
Результатом общественного производства выступает совокупный общественный продукт.
Совокупный общественный продукт включает:
- Инвестиционные товары: техника, сырье, топливо, материалы
- Потребительские товары
- Услуги: материальные и нематериальные
- Товары и услуги военного назначения